# Алфред ван Вогт
Алфред Елтън ван Вогт (на английски: Alfred Elton van Vogt) е писател на научна фантастика, ключова фигура за Златния век на научната фантастика.

## Биография и творчество
Роден е в Гретна, Канада и до 1944 г. живее в Канада. Първият му разказ „Черният разрушител“ е публикуван през 1939 г. на страниците на списание „Astounding Science Fiction“. Преди началото на Втората световна война вече е познат на издателите на списания за научна фантастика в Америка. Тогава редактор на „Astounding Science Fiction“ е Джон Кемпбъл. Алфред ван Вогт е един от авторите участвали в изграждането на твърдата научна фантастика в САЩ.
По-рано е правил опити да пробие с други жанрове, но срещата му с Джон Кемпбъл го насочва към жанра, в който пише до края на живота си. През годините след края на Втората световна война пише активно разкази и по-дълги произведения, придържайки се към стила „космическа опера“. Неговият пръв роман „Слен“ излиза през 1940 г. През следващите години написва още около 10 романа, както и много разкази.
В началото на 1950-те години прекъсва писаелската си дейност, като към нея се връща след десетилетие. Тогава излизат романите „Децата на утрешния ден“ (1970), „Мрак в Диамантия“ (1972) и много други.
През 1990-те години Алфред ван Вогт прекратява работата си в литературата. Умира през 2000 г. от усложнения, вследствие на пневмония.

## Произведения

### Цикли

#### „Linn“ („Империя на атома“)
- Empire of the Atom (Империята на атома)
- The Wizard of Linn

#### „Linn Stories“ („Империя на атома“ – разкази)
- Hand of the Gods
- The Barbarian
- Home of the Gods

#### Цикъл „Null-A“ („Светът на не-А“)
- The World of Null-A (Светът на не-А)
- The Players of Null-A (Играчите на не-А)
- Null-A Three

#### Цикъл „The Weapon Shops of Isher“ („Оръжейните магазини“)
- The Weapon Shops of Isher
- The Weapon Makers (Оръжейните майстори)

### Романи
- The Anarchistic Colossus
- The Battle of Forever (Битка за вечността)
- The Beast
- The Book of Ptath
- Children of Tomorrow
- ComputerWorld
- The Cosmic Encounter
- The Darkness on Diamondia
- Future Glitter
- The House that Stood Still
- The Man With a Thousand Names
- The Mind Cage
- Mission to the Stars
- The Proxy Intelligence
- Quest for the Future
- Renaissance
- Rogue Ship
- The Secret Galactics
- Siege of the Unseen
- The Silkie
- Slan
- Supermind
- The Universe Maker
- The Voyage of the Space Beagle (Космически хищници)
- The War Against the Rull (Войната срещу рулите)

### Повести и разкази
- A Can of Paint
- Abdication (& E. Mayne Hull)
- The Great Judge (Великия съдия)
- Ersatz Eternal
- The Star-Saint
- The Gryb
- Far Centaurus
- Letter from the Stars
- Asylum
- Fulfillment
- The Enchanted Village (Магьосаното село)
- The Sound of Wild Laughter
- Humans, Go Home
- The Rat and the Snake (Змията и мишката)
- The Confession
- Ship of Darkness
- The Cat (Котката-а-а-а-а-а)
- Not Only Dead Men
- Defence
- The Search
- Earth's Last Fortress
- Lost: Fifty Suns
- The Rulers
- The Ghost
- The Earth Killers (Убийците на Земята)
- More than Superhuman
- The Timed Clock
- Black Destroyer (Черният хищник)
- Resurrection (Чудовището)
- The Sea Thing